# Walije Gondwe
Walije Gondwe   (Mzimba, 1936) és una escriptora que va ser la primera novel·lista de Malawi que va publicar la seva obra. La majoria dels seus llibres són ficció per a joves publicats a la dècada del 1980 i 1990. Dirigeix una organització benèfica educativa, Vinjeru.

## Primers anys
Va créixer en el si d'una família cristiana devota de Kayiwonanga, al districte de Mzimba. Uns anys després de deixar l'escola va començar la seva formació com a secretària i va guanyar una beca per completar els seus estudis al Regne Unit. A causa de la situació política de Malawi, la beca es va invalidar, però Gondwe va quedar-se al Regne Unit.

## Publicacions
Gondwe va començar a escriure a Anglaterra. Va abandonar l'esborrany de llibre anomenat Will the African Flowers Bloom, que s'havia de publicar a Londres a la dècada de 1970, per dificultats econòmiques de la sucursal d'Oxford University Press que l'havia de publicar.
El seu primer llibre publicat, Love's Dilemma, va aparèixer el 1985 a la sèrie Pacesetters de l'editorial Macmillan. Des d'aleshores se la coneix com la primera novel·lista de Malawi o "una de les primeres escriptores del país". L'any 2013, el president de la Unió d'Escriptors de Malawi va dir que hi havia escassetat d'autores i que "les úniques escriptores conegudes al país són Emily Mkamanga, Walije Gondwe i Janet Karim". La seva novel·la més venuda, Double Dating, va guanyar un premi el 1994.

## Caritat
L'any 1999 va fundar l'entitat benèfica Vinjeru Education després de deixar d'escriure. L'organització benèfica recull llibres i altres materials educatius donats al Regne Unit i els distribueix a Malawi, especialment a les zones més remotes. Vinjeru diu que Gondwe "reparteix el seu temps entre Malawi i el Regne Unit". El 2016, Gondwe va guanyar un Lifetime Achiever Award de l'Alta Comissió de Malawi al Regne Unit, que atorga aquests guardons als malawians de la diàspora.
Gondwe té una filla i un fill.